# Брати (фільм, 1957)
«Брати́» (кор. «잊지 말라 파주 블!») — радянсько-корейський художній фільм-драма 1957 року.

## Сюжет
Дія фільму відбувається незабаром після закінчення корейської війни, що розділила колись єдину Корею на дві ворожі держави. Розділила війна і двох братів Ман. Старший, Ман Сіна, живе в комуністичній Північній Кореї і керує роботами з відновлення електростанції. Молодший, Ман Чер, що перед війною виїхав учитися до Сеула, живе в проамериканській Південній Кореї і налаштований вороже до жителів Півночі — комуністів. Війна закінчилася і вчитель Ман Чер, лісинмановець Лі, умовив юнака повернутися на батьківщину, розраховуючи, що там він вестиме підривну роботу. Ман Чер, поживши на Півночі й дізнавшись правду про життя людей під керівництвом Кім Ір Сена, усвідомив свої помилки й відмовляється допомагати ворогам молодої народної демократії. У рішенні юнака чималу роль відіграла Ок Лім — його перше кохання. Дівчина нещодавно повернулася на батьківщину з Москви, де навчалася в балетній школі, і сповнена ентузіазму в побудові соціалізму.

## У ролях
- Пак Хак — Ман Сен
- Сін Се Мін — Ман Чер
- Ан Сон Хі — Ок Лім
- Цой Син Хі — мати братів
- Кім Хен Сук — Лі
- Іван Дмитрієв — інженер Котов
- Михайло Пуговкін — Ваня Комаров, старшина водолазів
- Петро Аржанов — іноземець
- В. Штряков — епізод
- А. Хлєбніков — епізод
- Микола Довженко — епізод

## Знімальна група
- Режисери —  Іван Лукинський і Чен Сан Ін
- Сценарист —  Аркадій Пєрвєнцев
- Оператор —  Валерій Гінзбург
- Композитори —  Карен Хачатурян і Кім Рін Ук
- Текст пісень —  Олексій Фатьянов
- Художник —  Петро Пашкевич